# Schronisko turystyczne na Kozińcach
Schronisko turystyczne na Kozińcach – nieistniejące górskie schronisko turystyczne w Beskidzie Śląskim, na Kozińcach.

## Historia
Budynek schroniska został wybudowany w drugiej połowie lat 20. XX wieku. Jest to obiekt piętrowy, drewniany, posadowiony na kamiennej podmurówce. Schronisko rozpoczęło działalność ok. 1930 i miało 20 miejsc noclegowych na łóżkach. W obiekcie funkcjonowała stacja narciarsko-turystyczna krakowskiego Towarzystwa Krzewienia Narciarstwa.
W czasie II wojny światowej w schronisku przebywali polscy oficerowie oczekujący na przerzut przez granicę. W 1941 władze okupacyjne nakazały zamknięcie obiektu, który jednak będąc także domem mieszkalnym nadal funkcjonował.
Po wojnie 15 stycznia 1947 w obiekcie uruchomiono stację turystyczną oddziału cieszyńskiego Polskiego Towarzystwa Tatrzańskiego, a następnie Polskiego Towarzystwa Turystyczno-Krajoznawczego. Udostępniono wtedy 15 miejsc noclegowych dla turystów.
Budynek schroniska istnieje do dzisiaj, pełniąc rolę domu mieszkalnego.